# Colinowensita
La colinowensita és un mineral de la classe dels silicats. Rep el nom en honor de Colin R. Owen (n. 1937- 26 d'octubre de 2020), comerciant de minerals de Somerset West, Sud-àfrica.

## Característiques
La colinowensita és un silicat de fórmula química BaCuSi₂O₆. Va ser aprovada com a espècie vàlida per l'Associació Mineralògica Internacional l'any 2012, sent publicada per primera vegada el 2015. Cristal·litza en el sistema tetragonal. La seva duresa a l'escala de Mohs és 4.
L'exemplar que va servir per a determinar l'espècie, el que es coneix com a material tipus, es troba conservat al Institute für mineralogie und kristallographie de la Universitat de Viena. amb el número de catàleg: hs13.097.

## Formació i jaciments
Va ser descoberta a la mina Wessels, a la localitat de Hotazel, dins el camp de manganès del Kalahari (Cap Septentrional, Sud-àfrica). Es tracta de l'únic indret de tot el planeta on ha estat descrita aquesta espècie mineral.